# Thundering Hoofs (1942)
Thundering Hoofs is een Amerikaanse western uit 1942 onder regie van Lesley Selander met in de hoofdrol Tim Holt. Het was de eerste van vele films die het duo samen zouden maken.

## Verhaal
In het Wilde Westen krijgt Bill Underwood (Tim Holt) ruzie met zijn vader, die de baas is van een postkoetsverbinding, en kiest voor het leven van een cowboy in plaats van de leiding over het familiebedrijf over te nemen. 
Onderweg naar het stadje Durango voorkomen Bill en zijn vrienden een overval op een postkoets van Kellogg, een kleiner bedrijf dat de Underwoods willen overnemen. Als hij leert dat Kellogg geplaagd wordt door "ongelukken" en overvallen, gaat hij undercover bij het bedrijf als koetsier. Hij ontdekt dat Steve Farley, de advocaat van de Underwoods die de overname moet regelen, dubbelspel speelt en de koetsiers heeft omgekocht die voor Mr. Kellogg en zijn dochter Nancy werken.
Wanneer Farley Bills ware identiteit ontdekt, vertelt hij Nancy dat Bill een spion van Underwood is. Nancy ontslaat Bill en is van plan om zelf de postkoets te besturen om hun contract met het postbedrijf te redden. Wetende dat Farley en zijn mannen van plan zijn om de postkoets te overvallen, grijpen Bill en zijn vrienden in.

## Rolverdeling
| Acteur             | Personage           | Opmerkingen          |
| ------------------ | ------------------- | -------------------- |
| Tim Holt           | Bill Underwood      |                      |
| Ray Whitley        | Smokey Ryan         |                      |
| Lee 'Lasses' White | Whopper Hatch       |                      |
| Luana Walters      | Nancy Kellogg       |                      |
| Archie Twitchell   | Steve Farley        |                      |
| Gordon De Main     | Dave Underwood      |                      |
| Charles R. Phipps  | Mr. Kellogg         | als Charles Phipps   |
| Monte Montague     | Slick - Henchman    |                      |
| Joseph E. Bernard  | Hank - Stage Driver | als Joe Bernard      |
| Frank Fanning      | Postal Inspector    |                      |
| Fred Scott         | Dave Armstrong      |                      |
| Frank Ellis        | Carver - Henchman   |                      |
| Ken Card           | Banjo Player        | (niet op aftiteling) |
| Spade Cooley       | Fiddler             | (niet op aftiteling) |
| Phil Dunham        | Clem - Telegrapher  | (niet op aftiteling) |
| Lloyd Ingraham     | Telegrapher #2      | (niet op aftiteling) |
| Bob Kortman        | Henchman            | (niet op aftiteling) |
| Richard Martin     | Man at Dance        | (niet op aftiteling) |